# Благообразов, Владимир Сергеевич
Влади́мир Серге́евич Благоо́бразов (6 февраля 1896 года, Реутов, Московская губерния, Российская империя — 28 июня 1967 года, Москва, РСФСР, СССР) — советский актёр. Заслуженный артист РСФСР (1954), Народный артист РСФСР (1965). Брат хорового дирижёра и музыкального педагога Сергея Благообразова.

## Биография
Родился 6 февраля 1896 года в Реутове Московской губернии (ныне Московская область).
С 1908 года по 1915 год учился во Владимирском реальном училище. В 1915 году поступил в Московский коммерческий институт.
С август по декабрь 1916 года проходил обучение на курсах 3-й студенческой школы прапорщиков в Тифлисе. В январе следующего года стал младшим офицером Симбирского запасного полка.
С марта по декабрь 1917 года — младший офицер 133-го Симферопольского полка на Румынском фронте.
В феврале 1918 года стал преподавателем вечерних курсов для рабочих на фабрике в Реутове. В 1919 году был призван в РККА, сначала был помощником командира роты. Свою театральную деятельность начал ещё в войсках: с 1920 года — режиссёр драматической студии политотдела 4-й стрелковой дивизии.
В 1921 году был демобилизован, начал свою работу в 4-й студии МХАТа. С 1928 года Благообразов — артист Московского реалистического театра.
В 1929 году перешёл в Центральный театр Красной Армии, проработал там до конца своих дней.
Скончался 28 июня 1967 года в Хабаровске во время гастролей театра. Похоронен в Москве на Новодевичьем кладбище.

## Творчество

### Роли в театре

#### 4-я студия МХАТ
- «Не было ни гроша, да вдруг алтын» А. Н. Островского — Баклушин
- «Тартюф» Мольера — Валер
- «Обетованная земля» С. Моэма — Реджинальд Хорнби

#### Центральный театр Советской Армии
- 1932 — «Военком» А. Овчина-Овчаренко — Иванов
- 1937 — «Укрощение строптивой» У. Шекспира. Постановка А. Д. Попова — учитель Баптиста
- 1941 — «Сон в летнюю ночь» У. Шекспира. Постановка А. Д. Попова — Оберон
- 1942 — «На всякого мудреца довольно простоты». Постановка Д. В. Тункеля — Крутицкий
- 1946 — «Учитель танцев» Л. де Вега. Постановка В. С. Канцеля — Тебано
- 1949 — «Голос Америки» Б. А. Лавренёва. Постановка Д. В. Тункеля — Герберт Уиллер, сенатор
- 1958 — «Добряки» Л. Г. Зорина. Постановка Б. А. Львова-Анохина — Анютин
- 1962 — «Яков Богомолов» М. Горького.  Постановка Б. Эрина — дядя Жан
- 1965 — «Камешки на ладони» А. Д. Салынского Постановка А. А. Попова — Туроверцев

Поставил: «Укрощение строптивой» У. Шекспира (совм. с А. Д. Поповым и П. Урбановичем; 1937), «Лев Гурыч Синичкин» Ленского (совм. с А. Л. Шапсом, 1939), «Женитьба Бальзаминова» А. Н. Островского (1944), «Холостяк» И. С. Тургенева (1960; совм. с Н. А. Ольшевской).

## Фильмография
- 1952 — Учитель танцев — Тебано
- 1961 — Укрощение строптивой — Баптиста
- 1962 — Звёздные дневники Ийона Тихого (радиоспектакль) — Отец Лацимон

### Озвучивание
- 1946 — Павлиний хвост — Охотник

## Звания
- Народный артист РСФСР (7 июля 1965 года)[3]
- Заслуженный артист РСФСР (8 апреля 1954 года)[3]